# Wongan-Ballidu
Wongan-Ballidu är en kommun i Australien. Den ligger i delstaten Western Australia, omkring 160 kilometer nordost om delstatshuvudstaden Perth. Antalet invånare var 1 331 vid folkräkningen 2016.
Följande samhällen finns i Wongan-Ballidu:
- Wongan Hills
- Kondut